# Trauchgau
Trauchgau ist ein Dorf in der Gemeinde Halblech im bayerisch-schwäbischen Landkreis Ostallgäu. Bis zum 1975 war Trauchgau eine eigenständige Gemeinde, deren Gebiet heute der Gemarkung Trauchgau entspricht. Seit 1976 ist Trauchgau ein Ortsteil und Sitz der Gemeindeverwaltung von Halblech.

## Geographie
Trauchgau liegt in einem Tal westlich der Trauchberge, die eine Untergruppe der Ammergauer Alpen bilden. Durch das Tal fließt die Trauchgauer Ach, die nordwestlich von Trauchgau in den Halblech mündet.

## Geschichte
Trauchgau gehört zu den ältesten Orten der Gemeinde Halblech. Es gibt jedoch keine Funde, die belegen, dass die in der Region ansässigen Kelten und Römer in Trauchgau siedelten, vermutlich war die Talgegend damals noch zu sumpfig. Die nächstgelegenen römischen Funde stammen aus Bayerniederhofen. Einer legendenhafte Überlieferung nach ist 955 ein Trauchgauer bei der Schlacht auf dem Lechfeld gefallen. Nach der Gründung des Klosters Steingaden 1147 durch Welf VI. diente die Gegend um Trauchgau ihm und seinem Sohn Welf VII. als Jagdrevier. 1183 ging der Besitz des Klosters Steingaden an die Staufer über. Ein Neubau der Pfarrkirche in Trauchgau 1191 ist überliefert, aber urkundlich nicht belegt.
Erstmals urkundlich erwähnt wird Trauchgau in einer Schenkungsurkunde von 1257, bei der zwei Personen aus Trauchgau, einer davon ein Ritter, als Zeugen benannt werden. Trauchgau war Pfarrei und Sitz eines Niedergerichts der Herrschaft Schwangau. Die Herren von Schwangau waren zunächst Verwalter für die Welfen und stiegen später zu Ministerialen auf. Güter in Trauchgau besaßen auch die Klöster Steingaden, St. Mang und Rottenbuch. Die letzten Ritter von Schwangau verkauften 1535 ihre Herrschaft an den Augsburger Patrizier Johann Paumgartner, dessen Söhne sie 1567 an den bayerischen Herzog Albrecht V. weiterverkauften.
Als Folge der Säkularisation 1803 wurden die Klöster Steingaden, St. Mang und Rottenbuch aufgelöst und das Niedergericht Trauchgau in das Landgericht Schongau eingegliedert. Nach der Neuordnung der Verwaltungsbezirke deckten sich die Grenzen der Gemeinde Trauchgau mit der Pfarrei Trauchgau. 1799 übergab der bayerische Kurfürst Max IV. Joseph einen größtenteils aus Wald bestehenden, etwa 6000 Hektar großen Grundbesitz an die Bewohner der Pfarrgemeinden Trauchgau und Bayerniederhofen. 1869 wurde zu dessen Bewirtschaftung die Waldkörperschaft Buching-Trauchgau mit 292 Anteilsnehmern gegründet. Im Zuge der Gebietsreform in Bayern wurden 1976 die Gemeinden Buching und Trauchgau zur neuen Gemeinde Halblech zusammengeschlossen.

## Kultur und Sehenswürdigkeiten

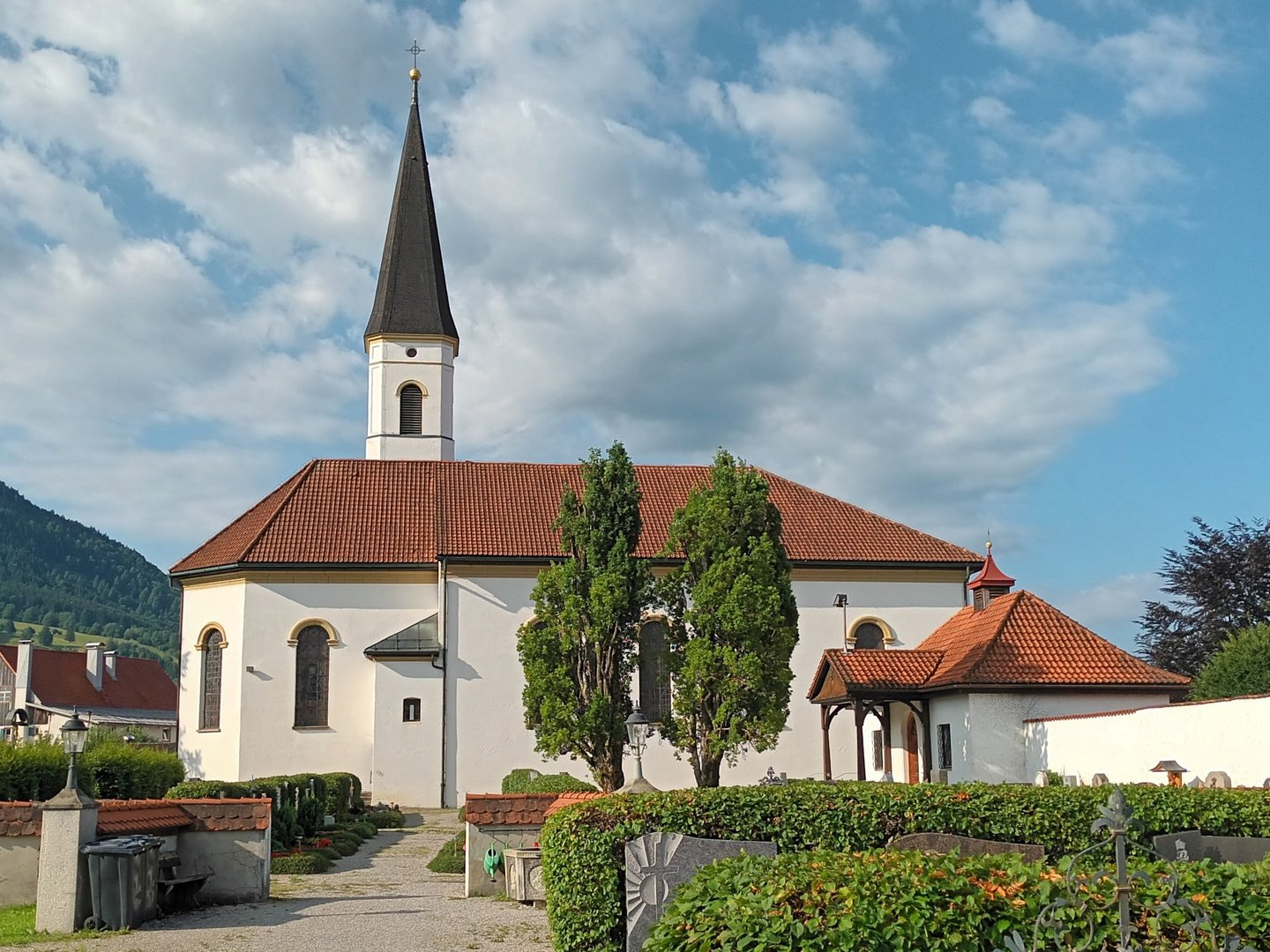
Pfarrkirche St. Andreas

### Bauwerke und Museen
Die katholische Pfarrkirche St. Andreas wurde 1819 im Stil des Klassizismus erbaut. Das Dorfmuseum in Trauchgau ist das Heimatmuseum der Gemeinde Halblech und zeigt Sammlungen zur Geschichte der Gemeinde, des Handwerks und der Land- und Forstwirtschaft.

### Sport
Der 1928 gegründete TSV Trauchgau gehört mit sieben Abteilungen und über 800 Mitgliedern zu den größten Vereinen im Allgäu.

## Infrastruktur

### Öffentliche Einrichtungen und Bildung
In Trauchgau befinden sich die Grundschule Halblech, die Gemeindebücherei von Halblech und die katholische Kindertagesstätte St. Andreas. Das Alpenfreibad Trauchgau ist ein Freibad mit Blick auf die Berge.

### Verkehr
Durch Trauchgau verläuft die Bundesstraße 17. Die vom Regionalverkehr Allgäu betriebene Buslinie Steingaden–Halblech–Schwangau–Füssen hat Haltepunkte in Trauchgau. Der saisonal am Wochenende verkehrende DAV-BergBus München–Wieskirche hält in Trauchgau. Durch Trauchgau verlaufen die Fernradwege Romantische Straße (D9), Bodensee-Königssee-Radweg und Schlossparkradrunde im Allgäu sowie die regionalen Radrouten Auerbergland und Panorama-Runde.

## Persönlichkeiten
- Franz Xaver Strauß (1898–1966), Politiker, geboren in Trauchgau
- Michael Lang (* 1958 oder 1959), Eisspeedwayfahrer, stammt aus Trauchgau
- Monika Bader (* 1959), Skirennläuferin, geboren in Trauchgau
- Christian Pfeiffer (1970–2022), Stuntrider, beigesetzt in Trauchgau